# Perisama
Genre
Perisama est un genre de lépidoptères (papillons) de la famille des Nymphalidae et de la sous-famille des Biblidinae.

## Dénomination
Le genre a été décrit par Edward Doubleday en 1849.

## Liste des espèces
- Perisama affinis Attal & Crosson du Cormier, 1996; présent au Pérou.
- Perisama aldasi Attal & Crosson du Cormier, 1996; présent en  Équateur
- Perisama alicia (Hewitson, 1868); présent en  Équateur, en  Bolivie et au Pérou.
- Perisama ambatensis Oberthür, 1916; présent en  Équateur
- Perisama antioquia Attal & Crosson du Cormier, 1996; présent en Colombie
- Perisama bomplandii (Guérin-Méneville, [1844]); présent au Venezuela, en Colombie, en  Équateur et au Pérou.
- Perisama calamis (Hewitson, 1869); présent au Pérou et en Bolivie.
- Perisama canoma Druce, 1874; présent  au Venezuela, en  Équateur, en  Bolivie et au Pérou.
- Perisama cabirnia (Hewitson, 1874); présent au Pérou et en Bolivie.
- Perisama clisithera (Hewitson, 1874); présent en  Équateur et en Bolivie.
- Perisama cloelia (Hewitson, 1868); présent en  Équateur et au Pérou.
- Perisama comnena (Hewitson, 1868); présent au Pérou et en Bolivie.
- Perisama dorbignyi (Guérin-Méneville, [1844]); présent en  Équateur, en Colombie et au Pérou
- Perisama emma Oberthür, 1916; présent au Venezuela
- Perisama euriclea (Doubleday, [1847]); présent au Venezuela et en  Colombie.
- Perisama gisco Godman & Salvin, 1880; présent en  Colombie.
- Perisama goeringi Druce, 1875; présent au Venezuela
- Perisama guerini C. & R. Felder, [1867]; présent en  Équateur et en Colombie.
- Perisama hilara Salvin, 1869; présent en Colombie, au Pérou et en Bolivie.
- Perisama humboldtii (Guérin-Méneville, [1844]); présent au Venezuela, en Colombie, en  Équateur et au Pérou.
- Perisama ilia Röber, 1915; présent en Colombie
- Perisama jurinei (Guenée, 1872); présent au Pérou.
- Perisama hazarma (Hewitson, 1877); présent en  Équateur
- Perisama koenigi Descimon & Mast de Maeght, 1995; présent en  Équateur et au Pérou.
- Perisama lanice (Hewitson, 1868); présent en  Équateur et au Pérou.
- Perisama lebasii (Guérin-Méneville, [1844]); présent en Colombie et en  Équateur
- Perisama moronina Röber, 1915; présent au Pérou.
- Perisama morona (Hewitson, 1868); présent au Pérou et en Bolivie.
- Perisama nevada Attal & Crosson du Cormier, 1996; présent en  Colombie.
- Perisama oppelii (Latreille, [1809]); présent au Venezuela, en Colombie, en  Équateur et au Pérou.
- Perisama ouma Dognin, 1891; présent en  Équateur et en Colombie.
- Perisama paralicia Fruhstorfer, 1916; présent en  Équateur et au Pérou.
- Perisama patara (Hewitson, 1855); présent au Venezuela, en Colombie et au Pérou.
- Perisama philinus Doubleday, [1849]; présent en  Équateur, en Bolivie  et au Pérou.
- Perisama satanas Attal & Crosson du Cormier, 1996; présent en  Colombie.
- Perisama tringa (Guenée, 1872); présent  au Venezuela, en  Équateur, en  Colombie, en Bolivie  et au Pérou.
- Perisama tristrigosa Butler, 1873; présent au Pérou.
- Perisama typhania Oberthür, 1916; présent en Colombie
- Perisama tryphena (Hewitson, 1857); présent  au Venezuela, en  Équateur et en  Colombie.
- Perisama vaninka (Hewitson, 1854); présent au Pérou
- Perisama vitringa (Hewitson, 1858); en Amazonie dont Bolivie et Pérou.
- Perisama xanthica (Hewitson, 1868); présent en Bolivie, en Argentine et au Pérou.
- Perisama yeba (Hewitson, 1857); présent en Colombie